# マイケル・ベリサリオ
マイケル・ベリサリオ（Michael Bellisario, 1980年4月7日 - ）は、アメリカ合衆国の俳優である。

## 出演作品

### テレビ
- NCIS 〜ネイビー犯罪捜査班（チップ）
- 犯罪捜査官ネイビーファイル
- タイムマシーンにお願い